# Dalit
Dalit (tiếng Phạn: दलित, đã Latinh hoá: dalita; tiếng Hindi: दलित, đã Latinh hoá: dalit) có nghĩa là "bị hỏng/phân tán" trong tiếng Phạn và tiếng Hindi, là một thuật ngữ chủ yếu được sử dụng cho nhóm đẳng cấp bị coi là hạ tiện nhất, bị áp bức ở Ấn Độ. Dalits bị loại khỏi hệ thống đẳng cấp (varna) bốn lớp của Ấn Độ giáo và được coi là một varna thứ năm và là varna thấp kém nhất, còn được gọi là Panchama. Dalits hiện theo các tín ngưỡng tôn giáo khác nhau, bao gồm Ấn Độ giáo, Phật giáo, đạo Sikh, Kitô giáo và các tôn giáo dân gian khác nhau. Tổng điều tra dân số Ấn Độ năm 2011 đã ghi nhận dân số của nhóm này là hơn 200 triệu người, chiếm 16% dân số Ấn Độ.
Trong các kinh sách Phật giáo có khái niệm tương tự là Chiên-đà-la (旃陀羅, Candāla), dịch nghĩa sang Hán văn là Nghiêm xí (hừng hực dữ dội), Bạo lệ (tàn nhẫn dữ dội), Chấp ác, Hiểm ác, Chủ sát nhân, Trị cẩu nhân v.v... Đây bị coi là đẳng cấp hạ tiện nhất trong hệ thống đẳng cấp của Ấn Độ thời cổ, những người trong đẳng cấp này chỉ được làm những nghề bị ghê tởm nhất như coi ngục, chôn người chết, quét dọn nhà vệ sinh, gánh phân, giết mổ gia súc, đâm thuê chém mướn... Họ bị xã hội ruồng rẫy, khinh rẻ, bị coi là bất xúc dân, tức là không được tiếp xúc, đụng chạm tới những người đẳng cấp khác. Theo luật Mã-nỗ (Manu) của đạo Bà-la-môn, những người bị xếp vào hạng Chiên-đà-la là hậu duệ của người đàn ông thuộc đẳng cấp Thủ-đà-la (Sudra) nhưng dám ăn nằm với nữ nhân thuộc đẳng cấp cao nhất (Bà-la-môn). Bọn họ bị cấm bước vào đền thờ Ấn Độ giáo vì hình bóng của họ bị coi là sẽ làm ô uế tượng thần. Phật giáo cũng mượn từ ngữ này trong các bộ kinh, nhưng không hàm ý miệt thị đẳng cấp như trong kinh điển Bà La Môn. Phật giáo dạy rằng sự tốt đẹp hay ti tiện của một con người được quyết định bởi những hành vi của người đó, chứ không phải là bởi xuất thân thuộc dòng dõi nào. Ví dụ: một người Chiên Đà La làm nhiều việc thiện, sống có đạo đức thì sẽ đáng trọng hơn một người Bà La Môn sống không có đạo đức. Đức Phật Thích Ca Mâu Ni từng thu nạp nhiều người Chiên-Đà-La vào tăng đoàn, dù điều này khiến nhiều người thời đó dè bỉu. Các đệ tử xuất gia của Phật khi đi khất thực cũng không được phân biệt giàu nghèo sang hèn, dù người Bà La Môn hay là Chiên Đà La cúng dường thì cũng đều đón nhận với sự trân trọng như nhau.
Thuật ngữ dalits được sử dụng như một bản dịch cho phân loại điều tra dân số Raj của Anh về các đẳng cấp bị áp bức trước năm 1935. Thuật ngữ này được phổ biến bởi nhà kinh tế và nhà cải cách B. R. Ambedkar (1891-1956), người bao gồm tất cả những người bị trầm cảm bất kể đẳng cấp của họ vào định nghĩa của các triều đại. Do đó, nhóm đầu tiên mà ông đưa ra được gọi là "Đảng Lao động" và bao gồm là thành viên của nó, tất cả mọi người trong xã hội bị trầm cảm, bao gồm phụ nữ, nông dân quy mô nhỏ và người dân từ các diễn viên lạc hậu. Bản thân Ambedkar là một người Mahar, và trong những năm 1970, việc sử dụng từ "dalit" đã được tiếp thêm sinh lực khi nó được nhóm hoạt động Dalit Panthers thông qua. Dần dần, các Đảng chính trị đã sử dụng nó để đạt được số dặm. Các nhà lãnh đạo mới như Kanhaiya Kumar đăng ký định nghĩa "dalits" này, do đó, một nông dân bên lề Brahmin đang cố gắng kiếm sống, nhưng không thể kiếm sống được cũng thuộc loại "dalit".
Ủy ban quốc gia về các đẳng cấp theo lịch trình của Ấn Độ coi việc sử dụng chính thức dalit như một nhãn hiệu là "vi hiến" vì luật pháp hiện đại thích dùng tên các đẳng cấp theo lịch trình; tuy nhiên, một số nguồn tin nói rằng Dalit đã bao gồm nhiều cộng đồng hơn thuật ngữ chính thức của các đẳng cấp theo lịch trình của chính phủ và đôi khi được sử dụng để chỉ tất cả các dân tộc bị áp bức của Ấn Độ. Một tình huống bao gồm tất cả dân tộc tương tự cũng tồn tại ở Nepal.